# Operation Vegetarian
Operation Vegetarian (englisch; deutsch: ‚Operation Vegetarier‘) bezeichnet einen 1942 entwickelten Plan des britischen Militärs zum Einsatz von mit Milzbrandsporen kontaminierten Leinsamenkuchen im Luftkrieg gegen Deutschland. Die mit Milzbrandsporen verseuchten Leinsamenkuchen sollten durch die britische Royal Air Force über Feldern in Deutschland abgeworfen werden. Nutztiere sollten die Leinsamenkuchen fressen und damit infiziert werden. Diese wiederum sollten zu einer Masseninfektion deutscher Zivilisten führen. Die nicht infizierte Bevölkerung sollte durch den durch das Verenden eines Großteils des deutschen Nutzviehbestandes ausgelösten massiven Nahrungsmittelmangel weiter stark dezimiert werden. Man rechnete mit dem Tod mehrerer Millionen deutscher Zivilisten durch diese Maßnahmen. Der Plan wurde nicht umgesetzt, jedoch wurde diese Biowaffe getestet.

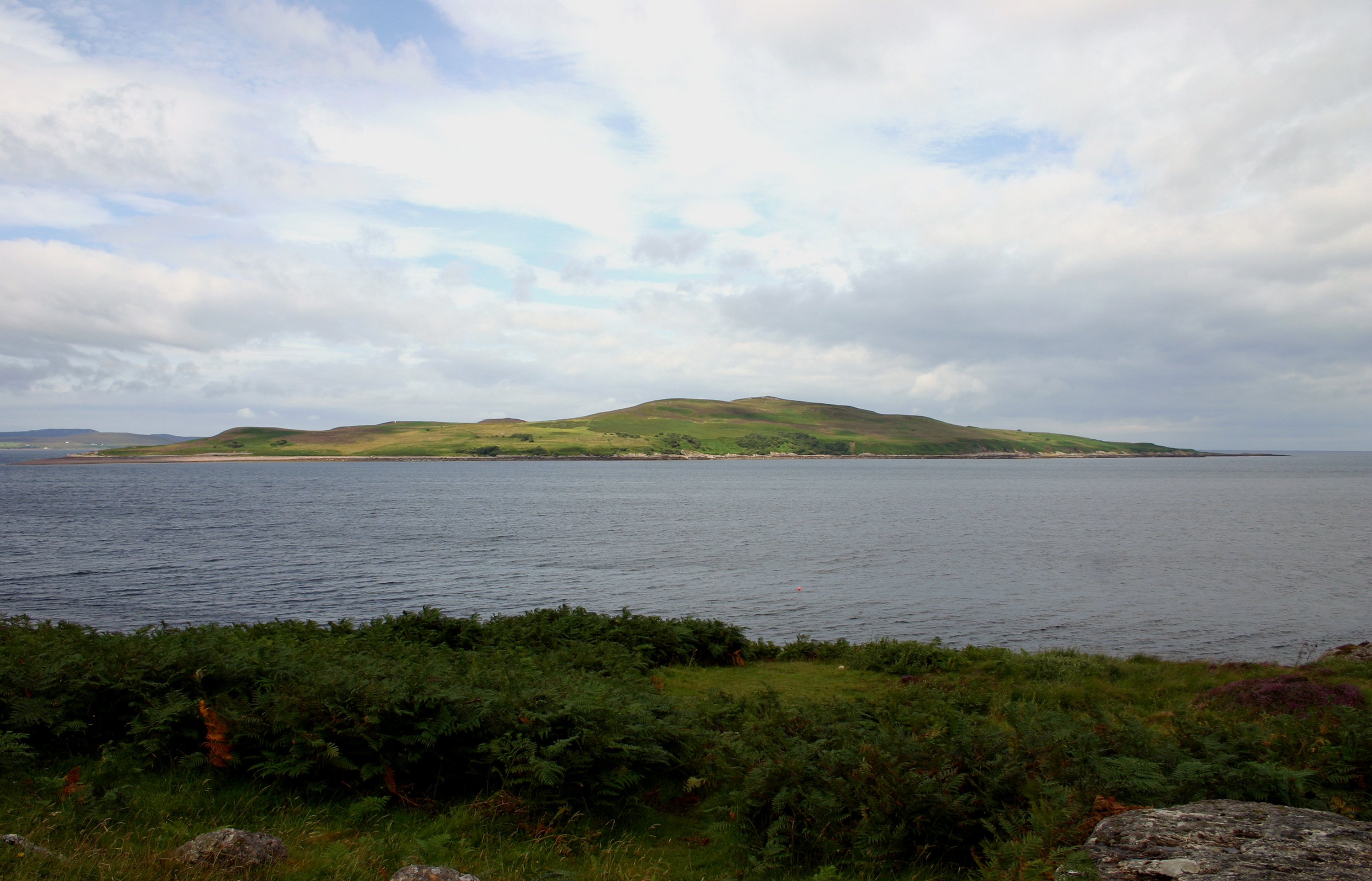
Die Insel Gruinard

Die Tests fanden auf der Insel Gruinard Island, vor der Küste Schottlands statt. Diese Insel war wegen ihrer aus den Tests resultierenden großflächigen Verschmutzung mit Milzbrandsporen bis 1990 militärisches Sperrgebiet.
Die produzierten fünf Millionen Leinsamenkuchen, die für den Einsatz gegen Deutschland mit Milzbrandsporen kontaminiert waren, wurden Ende des Jahres 1945 in einer Verbrennungsanlage in Großbritannien vernichtet.